# Pristaulacus galitae
Pristaulacus galitae är en stekelart som först beskrevs av Giovanni Gribodo 1879.
Pristaulacus galitae ingår i släktet Pristaulacus och familjen vedlarvsteklar. Inga underarter finns listade i Catalogue of Life.